# Hulua convoluta
Hulua convoluta là một loài nhện trong họ Toxopidae.
Loài này thuộc chi Hulua. Hulua convoluta được miêu tả năm 1973 bởi Raymond Robert Forster & Wilton.